# The Carmen McRae — Betty Carter Duets
The Carmen McRae — Betty Carter Duets — концертный альбом американских певиц Кармен Макрей и Бетти Картер, выпущенный в 1987 году. Альбом был записан во время концертов в концертном зале Great American Music Hall в Сан-Франциско, Калифорния. В 1996 году альбом был переиздан под названием Duets: Live at the Great American Music Hall лейблом Verve Records с добавлением трёх сольных треков, исполненных Макрей.
За запись данного альбома певицы были номинированы на 31-й премии «Грэмми» за лучший джазовый вокал в составе дуэта или группы.

## Отзывы критиков
| Оценки критиков               | Оценки критиков |
| Источник                      | Оценка          |
| ----------------------------- | --------------- |
| AllMusic                      | ·               |
| Encyclopedia of Popular Music | [ 5 ]           |

Скотт Яноу из AllMusic пишет, что «этот проект представляет собой необычное сочетание двух очень индивидуальных вокалисток, демонстрирующих много хорошего юмора во время своих дуэтов, время от времени отпускают шуточки и часто джемуют совершенно спонтанно». В журнале Billboard релиз альбома назвали примечательным по нескольким причинам, не последней из которых является то, что это новый альбом недооцененной (и нерасслушанной) вокалистки Картер для широкого распространения. Рецензент Stereo Review Фил Гарланд: «Вокальная встреча, в которой приняли участие Кармен Макрей и Бетти Картер, не могла не вызвать волнения. Их подходы к искусству пения имеют некоторые существенные различия. Макрей уверенно протягивает руку и подхватывает песню своим сильным контральто, немедленно накладывая свой отпечаток как на текст, так и на мелодию. Картер проникает в концептуальный центр произведения, препарируя и реконструируя его с помощью холодного, плоского, почти лишенного вибраций звука. И вместе они олицетворяют искусство джаза в его самом возвышенном проявлении, своего рода вдохновенное творение в движении, которое находится на сердце импровизации».

## Список композиций
| №                   | Название                                             | Автор(ы)                                   | Длительность |
| ------------------- | ---------------------------------------------------- | ------------------------------------------ | ------------ |
| 1.                  | «What’s New?»                                        | Джонни Берк, Боб Хаггарт                   | 4:20         |
| 2.                  | «Stolen Moments»                                     | Оливер Нельсон                             | 3:36         |
| 3.                  | «But Beautiful»                                      | Джонни Берк, Джимми Ван Хьюзен             | 5:55         |
| 4.                  | «Am I Blue?»                                         | Гарри Акст, Грант Кларк                    | 6:45         |
| 5.                  | «Glad to Be Unhappy / Where or When»                 | Ричард Роджерс, Лоренц Харт                | 5:33         |
| 6.                  | «Sometimes I’m Happy»                                | Ирвинг Сизар, Клиффорд Грей, Винсент Юманс | 7:54         |
| 7.                  | «Isn’t It Romantic?»                                 | Ричард Роджерс, Лоренц Харт                | 2:57         |
| 8.                  | «Sophisticated Lady»                                 | Дюк Эллингтон, Ирвинг Миллс, Митчелл Пэриш | 3:34         |
| 9.                  | «It Don’t Mean a Thing (If It Ain’t Got That Swing)» | Дюк Эллингтон, Ирвинг Миллс                | 6:10         |
| 10.                 | «I Hear Music»                                       | Бертон Лэйн, Фрэнк Лессер                  | 2:52         |
| 11.                 | «Love Dance»                                         | Иван Линс, Виктор Мартинс, Пол Вильямс     | 8:09         |
| 12.                 | «Old Devil Moon»                                     | Йип Харбург, Бертон Лэйн                   | 3:48         |
| Общая длительность: | Общая длительность:                                  | Общая длительность:                        | 61:33        |

## Участники записи
- Кармен Макрей — вокал
- Бетти Картер — вокал
- Эрик Ганнисон — фортепиано
- Джим Хьюарт — контрабас
- Уайнард Харпер — ударные

## Чарты
| Чарт (1988)                      | Высшая позиция |
| -------------------------------- | -------------- |
| США (Billboard Top Jazz Albums)  | 15             |
| США (Cash Box Jazz Albums)       | 26             |
| США (Cash Box Indie Jazz Albums) | 3              |